# Herbert Reul

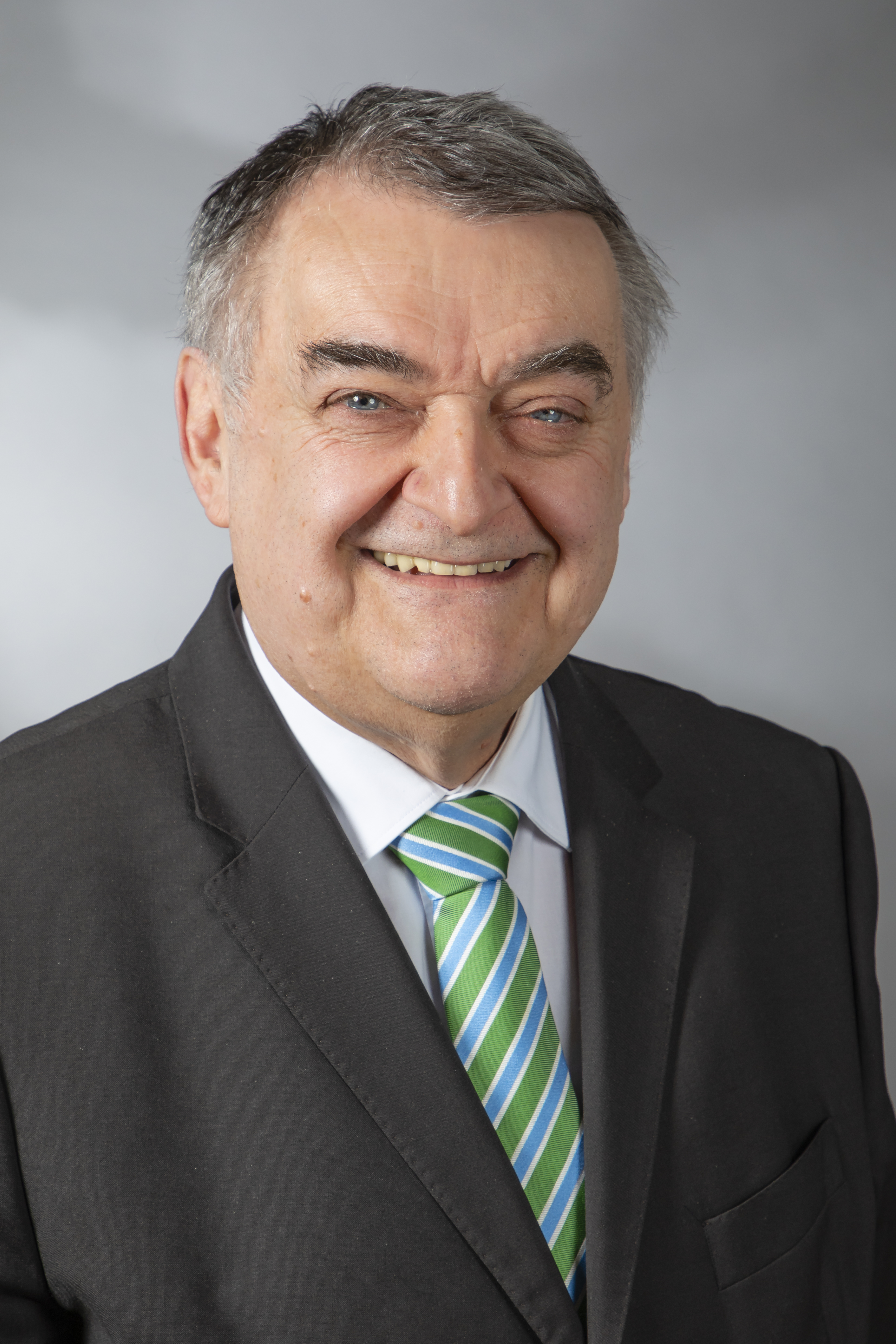
Herbert Reul, 2019

Herbert Reul este un om politic german, membru al Parlamentului European în perioada 2004-2009 din partea Germaniei.
1. ↑  Herbert Reul, Munzinger Personen, accesat în 9 octombrie 2017
2. 1 2 3 4   https://www.bundesrat.de/SharedDocs/personen/DE/laender/nw/reul-herbert.html, accesat în 15 februarie 2022 Lipsește sau este vid: |title= (ajutor)
3. 1 2   https://www.bundesrat.de/SharedDocs/personen/DE/laender/nw/reul-herbert.html, accesat în 23 iulie 2022 Lipsește sau este vid: |title= (ajutor)
4. ↑   https://www.landtag.nrw.de/home/der-landtag/abgeordnete-und--fraktionen/die-abgeordneten/abgeordnetensuche/abgeordnetendetail.html?k=01124 Lipsește sau este vid: |title= (ajutor)
5. ↑   https://www.landtag.nrw.de/portal/WWW/Webmaster/GB_I/I.1/Abgeordnete/Ehemalige_Abgeordnete/suche.jsp?suche_nach_vorname=&suche_nach_fraktion=alle&suche_nach_wahlkreis=&suche_nach_wahlperiode=Wahlperiode+10&aktuelleWP=17&suche_lebende_abgeordnete=alle&suchen= Lipsește sau este vid: |title= (ajutor)
6. ↑   https://www.landtag.nrw.de/portal/WWW/Webmaster/GB_I/I.1/Abgeordnete/Ehemalige_Abgeordnete/suche.jsp?suche_nach_vorname=&suche_nach_fraktion=alle&suche_nach_wahlkreis=&suche_nach_wahlperiode=Wahlperiode+12&aktuelleWP=17&suche_lebende_abgeordnete=alle&suchen= Lipsește sau este vid: |title= (ajutor)
7. ↑   https://www.landtag.nrw.de/portal/WWW/Webmaster/GB_I/I.1/Abgeordnete/Ehemalige_Abgeordnete/suche.jsp?suche_nach_vorname=&suche_nach_fraktion=alle&suche_nach_wahlkreis=&suche_nach_wahlperiode=Wahlperiode+11&aktuelleWP=17&suche_lebende_abgeordnete=alle&suchen= Lipsește sau este vid: |title= (ajutor)
8. ↑   https://www.landtag.nrw.de/portal/WWW/Webmaster/GB_I/I.1/Abgeordnete/Ehemalige_Abgeordnete/suche.jsp?suche_nach_vorname=&suche_nach_fraktion=alle&suche_nach_wahlkreis=&suche_nach_wahlperiode=Wahlperiode+13&aktuelleWP=17&suche_lebende_abgeordnete=alle&suchen= Lipsește sau este vid: |title= (ajutor)
9. ↑   https://www.bundesrat.de/SharedDocs/personen/DE/laender/nw/reul-herbert.html Lipsește sau este vid: |title= (ajutor)
10. ↑  Deputații în Parlamentul European, accesat în 19 august 2024